# Sonny Fortune
Sonny Fortune (Filadelfia, 19 maggio 1939 – New York, 25 ottobre 2018) è stato un flautista e sassofonista statunitense, noto per la sua collaborazione con Miles Davis negli anni settanta.

## Discografia parziale
- 1966 – Trip on the Strip (Prestige Records, PR/PRST 7458) a nome Stan Hunter & Sonny Fortune
- 1975 – Long Before Our Mothers Cried (Strata-East Records, SES 7423)
- 1975 – Awakening (Horizon Records, SP 704)
- 1976 – Waves of Dreams (Horizon Records, SP 711)
- 1977 – Serengeti Minstrel (Atlantic Records, SD 18225)
- 1978 – Infinity Is (Atlantic Records, SD 19187)
- 1979 – With Sound Reason (Atlantic Records, SD 19239)
- 1991 – Laying It Down (Konnex Records, KCD 5030)
- 1992 – It Ain't What It Was (Konnex Records, KCD 5033)
- 1993 – Monk's Mood (Konnex Records, KCD 5048)
- 1994 – Alto Memories (Verve Records, 523 268-2) a nome Gary Bartz, Sonny Fortune
- 1994 – Four in One (Blue Note Records, CDP 7243 8 28243 2 9)
- 1995 – A Better Understanding (Blue Note Records, CDP 7243 8 32799 2 0)
- 1996 – From Now On (Blue Note Records, CDP 7243 8 38098 2 0)
- 1997 – Sound of Sounds (Intermusic, 8 712177 031504) 2 CD, a nome Sonny Fortune Quartet
- 2000 – In the Spirit of John Coltrane (Shanachie Records, 5063)
- 2003 – Continuum (Sound Reason Records, SRSF001)
- 2007 – You and the Night and the Music (18th & Vine, 18V 1053)
- 2009 – Last Night at Sweet Rhythm (Sound Reason Records)
- 2010 – Invitation (Whynot Records, WNCD 79420)